# Psilocerea vestitaria
Psilocerea vestitaria là một loài bướm đêm trong họ Geometridae.